# MST1R
MST1R‏ (Macrophage stimulating 1 receptor) هوَ بروتين يُشَفر بواسطة جين MST1R في الإنسان.